# Inonotus gracilis
Inonotus gracilis är en svampart som beskrevs av Ryvarden 2005. Inonotus gracilis ingår i släktet Inonotus och familjen Hymenochaetaceae.   Inga underarter finns listade i Catalogue of Life.